# Kupferhof Schart

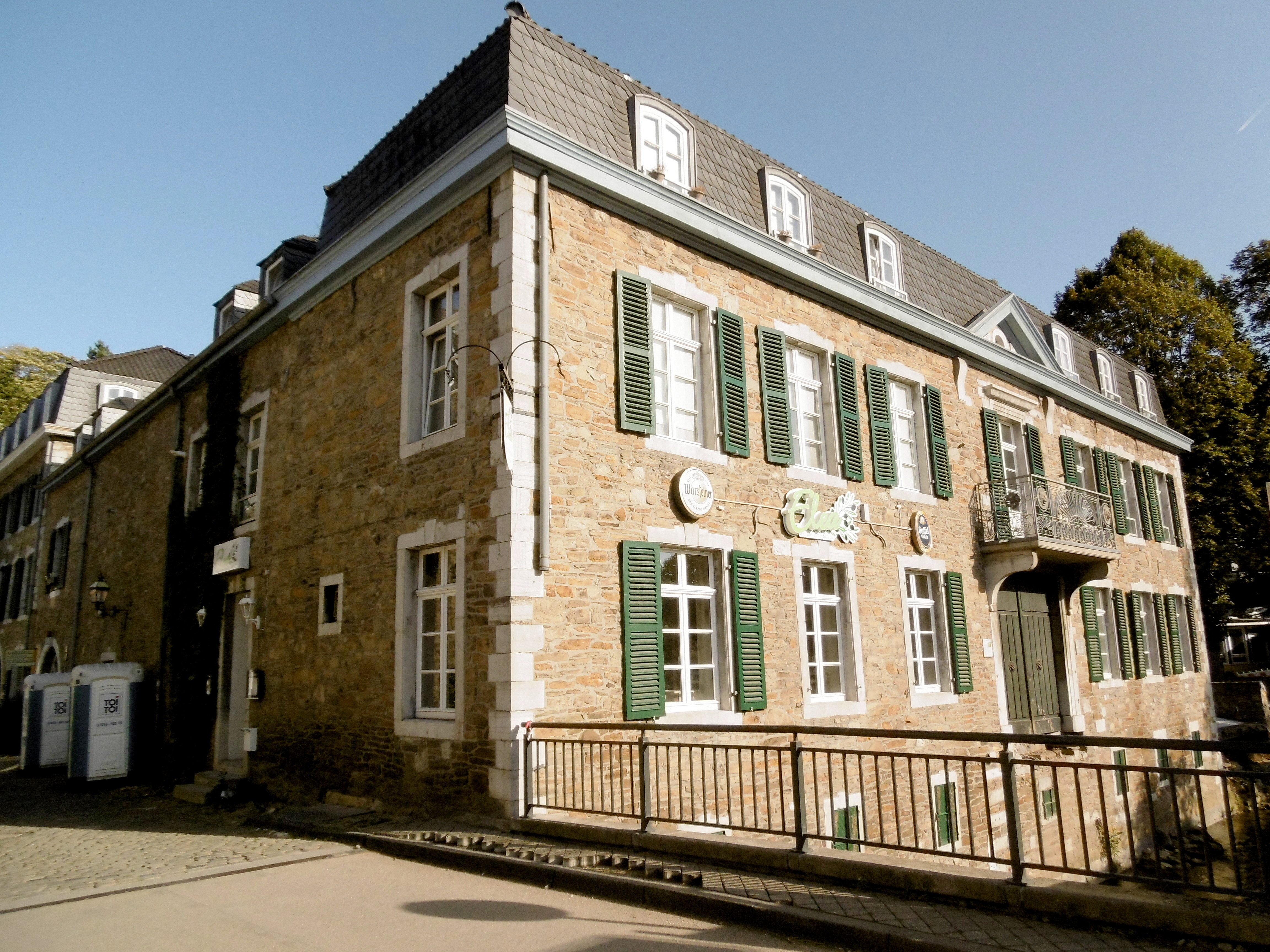
Kupferhof Schart, Westseite und heutiger Haupteingang
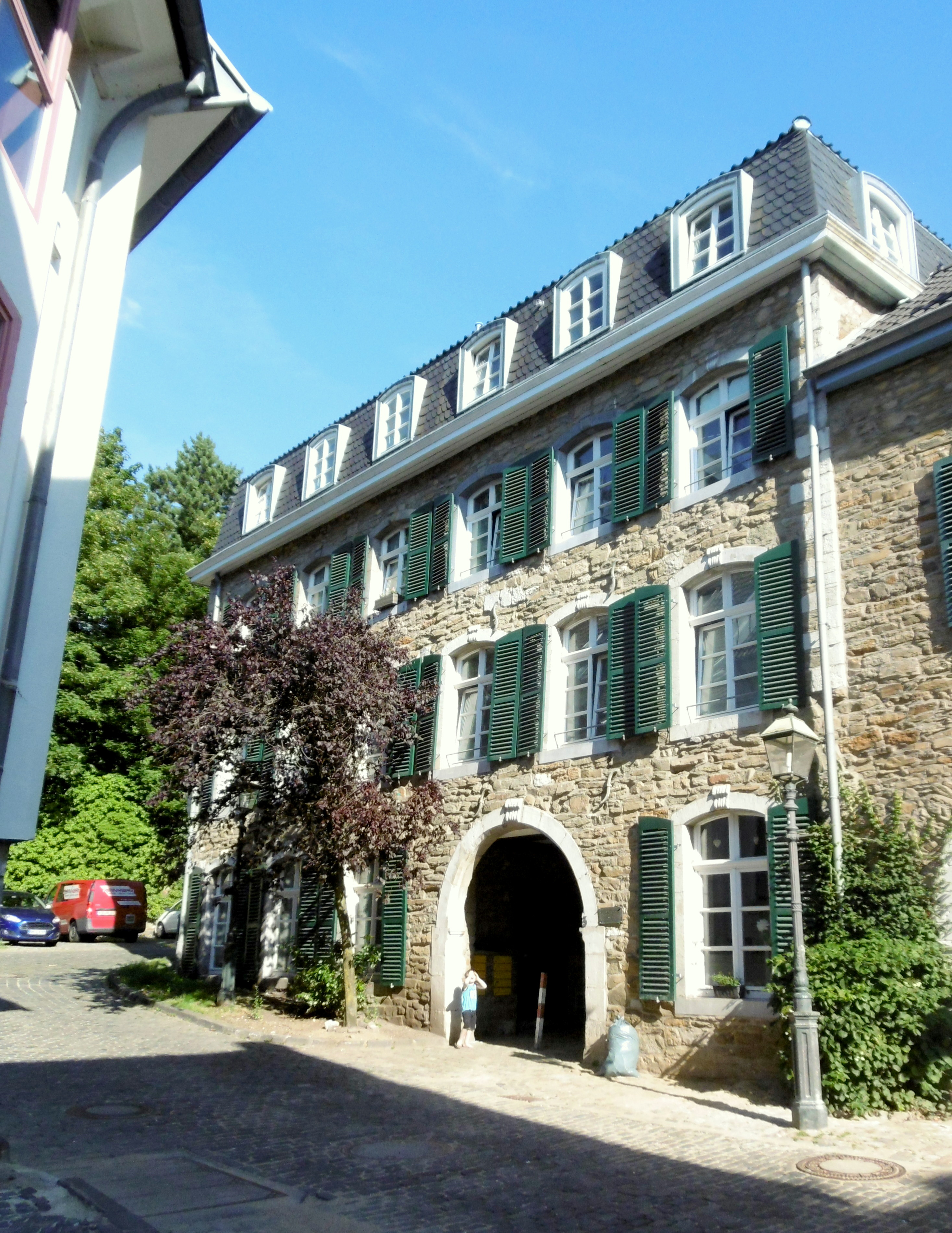
Kupferhof Knautzenhof (links), rechts ehemaliger Nordeingang des Scharthofs

Der Kupferhof Schart ist einer von mehr als zehn ehemaligen Kupferhöfen und befindet sich in der nach ihm benannten Straße „In der Schart“ in der Oberstadt von Stolberg im Rheinland. Er wurde zusammen mit dem benachbarten „Kupferhof Knautzenhof“ kurz vor 1600 von Leonhard II. Schleicher (1561–1617) für seine Söhne erbaut. Seit 1983 stehen beide Bauten unter Denkmalschutz.

## Geschichte
Leonhard II. Schleicher stammte aus der zum evangelischen Glauben konvertierten Patrizierfamilie Schleicher und war der Sohn des wegen der Aachener Religionsunruhen von dort nach Stolberg verzogenen Leonhard I. Schleicher (1535–1606), der 1571 mit den „Schleicherhof“, den ersten Kupferhof in Stolberg und Sitz der späteren Adler-Apotheke erbaut hatte. Der Erfolg des Leonhard I. Schleicher veranlasste den Stolberger Burgherrn Johann von Efferen, weiteren Kupfermeistern die Ansiedlung zu ermöglichen und Kupferhöfe zu errichten. Diese Chance nutzte auch Leonhard II. Schleicher, der kurz vor der Jahrhundertwende zum 17. Jahrhundert für seine drei Söhne sowohl den Kupferhof Schart als auch zugleich in direkter Nachbarschaft den Kupferhof Knautzenhof am früheren Oberstolberger Markt (heute Heinrich Böll Platz) am südlichen Rand der Stolberger Altstadt am Ufer des Vichtbachs als eine ineinander übergehende Doppelhofanlage erbauen ließ und ferner im Jahr 1617 noch kurz vor seinem Tod den Kupferhof Bernardshammer erwarb.
Während anschließend Leonhards Sohn Leonhard III. Schleicher (1590–1660) den Bernhardshammer übernahm, teilten sich dessen Brüder Meinhard (1593–1647) und Isaak Schleicher (1605–1653) die Doppelhofanlage Schart/Knautzenhof, die zu jenem Zeitpunkt über Galmeimühlen und ein Pochwerk verfügte.

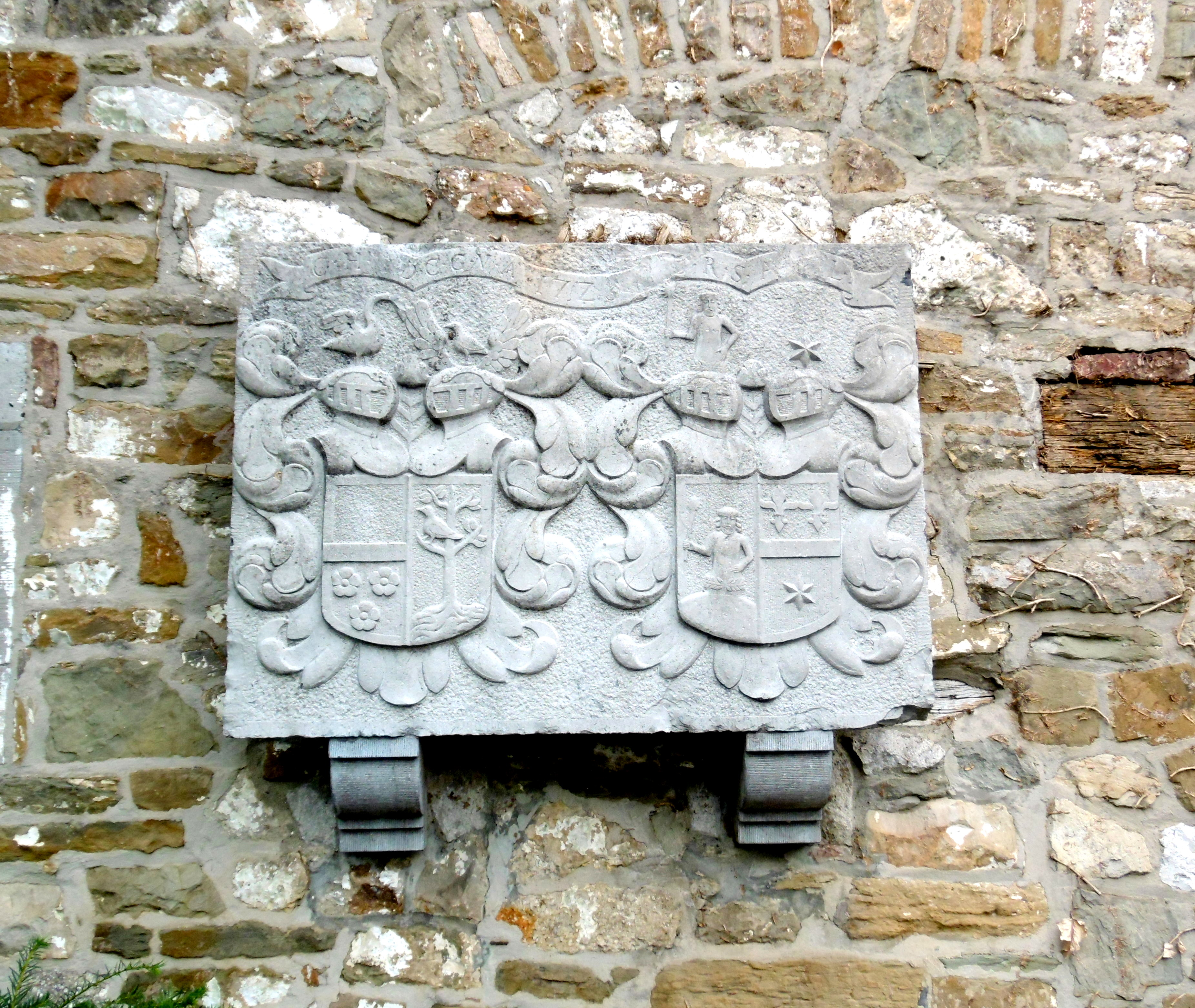
Allianzwappen Lynen/von Asten

Bis Anfang des 18. Jahrhunderts verblieben Schart und Knautzenhof im Besitz der Familie Schleicher, bevor er dem Kupfermeister Matthias von Asten (1692–1772), aus einer mit den Schleichers mehrfach verschwägerten Familie, übertragen wurde. Dieser sah den Höhepunkt der Messingproduktion in Stolberg als überschritten an und rüstete 1719 die erworbenen Kupferhöfe ebenso zu einer Tuchmanufaktur um wie auch den von ihm zwischenzeitlich übernommenen benachbarten Kupferhof an der Burgstraße, dem späteren Tuchmacherhof Offermann. Eine Relief-Steintafel mit den Allianzwappen der Familien von Asten und Lynen am Kupferhof Schart lassen darauf schließen, dass die beiden Töchter des Matthias von Asten, die jeweils mit einem Mitglied der Familie Lynen verheiratet waren, diese Höfe übernommen hatten. Von Anfang des 19. Jahrhunderts bis 1841 nutzte dann Wilhelm Georg Stoltenhoff (1782–1841) den Hof Schart als Tuchmanufaktur und Filiale seines Tuchmacherhofs Krone.
Nachdem auch dieser Industriezweig keine Zukunft mehr in Stolberg hatte, fielen im Jahr 1874 die beiden Kupferhöfe an die Stadt Stolberg, die diese umfangreich sanieren und restaurieren ließ und sie in der Folgezeit für verschiedenen Verwendungen nutzte. So wurden Teile des Gebäudekomplexes als Wohnanlage nutzbar gemacht, andere zunächst als „Kinderverwahranstalt“ eingerichtet, bevor dort die Stadtbücherei und einzelne Schulklassen einzogen und heutzutage (2021) unter anderem Freiberufler und ein größerer Gastronomiebetrieb ihre Leistungen anbieten.

## Charakteristik

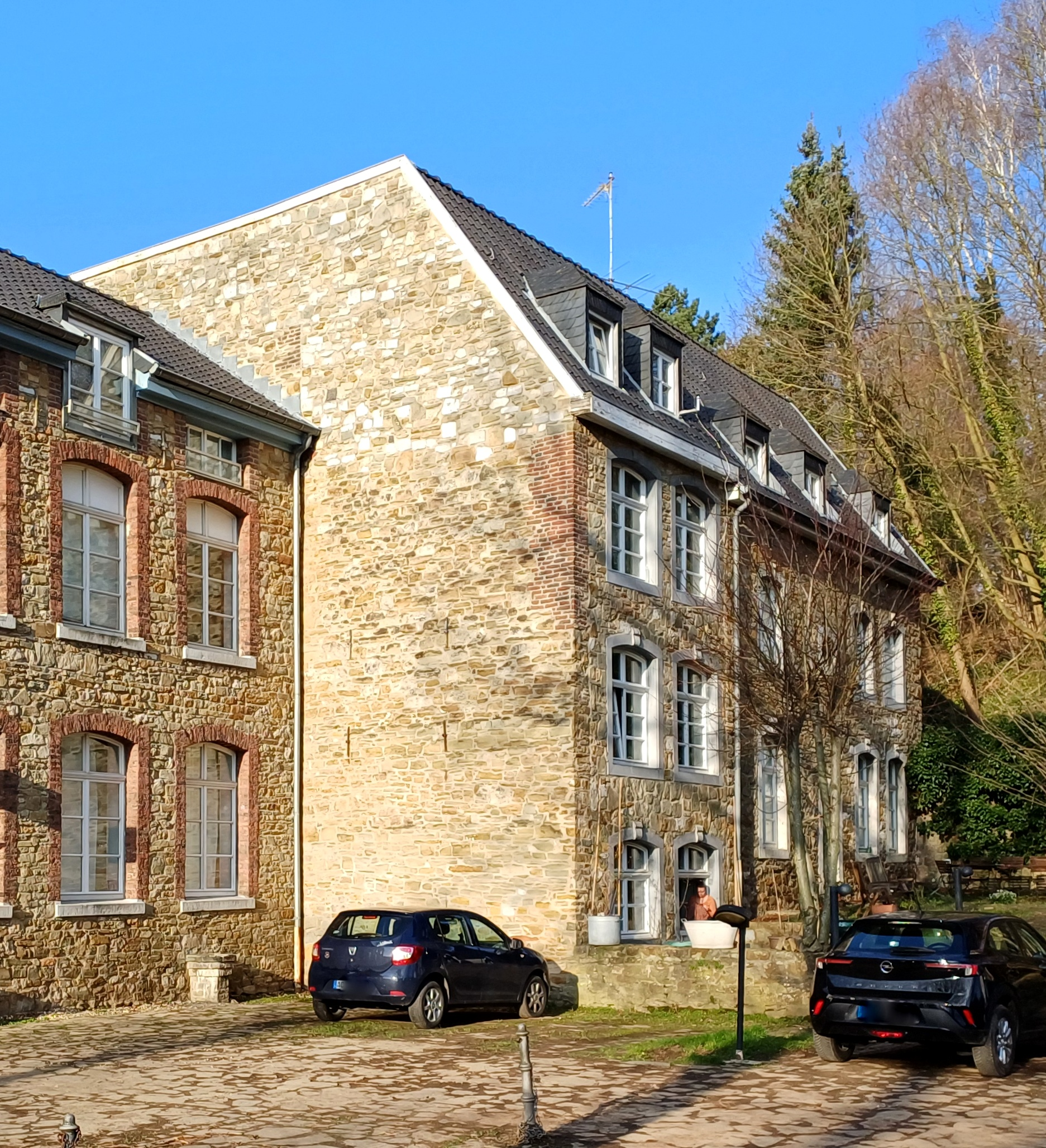
Südseite von Schart und Knautzenhof

Besonders der zur Durchgangsstraße hin mächtige zweigeschossige und siebenachsige Bau mit Mansarddach des Kupferhofs Schart fällt auf, wogegen der Knautzenhof eher wie ein Anbau im Hinterhof wirkt. Entsprechend ihrer Zeit waren die Höfe als geschlossene, wehrhafte und verteidigungsfähige Anlage errichtet worden, die einen von Wohn- sowie Betriebsgebäuden und Stallungen völlig umbauten Innenhof bildeten. Der Kupferhof Schart war nur durch ein befestigtes Tor zugänglich und die Fassade wirkte nach außen hin ohne Fenster wenig einladend. 
Das heutige Erscheinungsbild der Schart geht hauptsächlich auf bauliche Veränderungen im Jahr 1808 zurück, was durch eine Messingtafel mit der Inschrift: „Kupferhof Schart um 1800“, die am Eingang des hinteren Knautzenhofs angebracht ist, bestätigt wird. Dabei hatten die Bauherren den Hauptzugang der Schart von der Nordseite, wo noch heute bestehende ehemalige Torbögen erkennbar sind, an die westliche Front des Kupferhofes verlegt, die nur durch eine Brücke über den Vichtbach zu erreichen ist. Als Ergänzungen in den ursprünglich schlichten Außenfassaden aus Bruchstein wurden landschaftstypische Blausteine vor allem für die Eckquader und Fenstergewände verwendet, die im angrenzenden Hammerberg geschlagen wurden.
An der heutigen westlichen Eingangsfassade des Scharthofes ist die einachsige Mittelachse architektonisch herausgearbeitet worden und verleiht dem Bauwerk einen fast residenzartigen Charakter eines eleganten Stadtdomizils. Sie wird im Erdgeschoss durch die Tordurchfahrt mit der darauf zulaufenden Vichtbachbrücke betont. Über dem Eingang befindet sich ein auf Konsolen ruhender Balkon mit filigranem Eisengitter. Nach oben abgeschlossen wird die Mittelachse durch einen schmucken Ziergiebel im Mansardgeschoss.